# Мувиленд

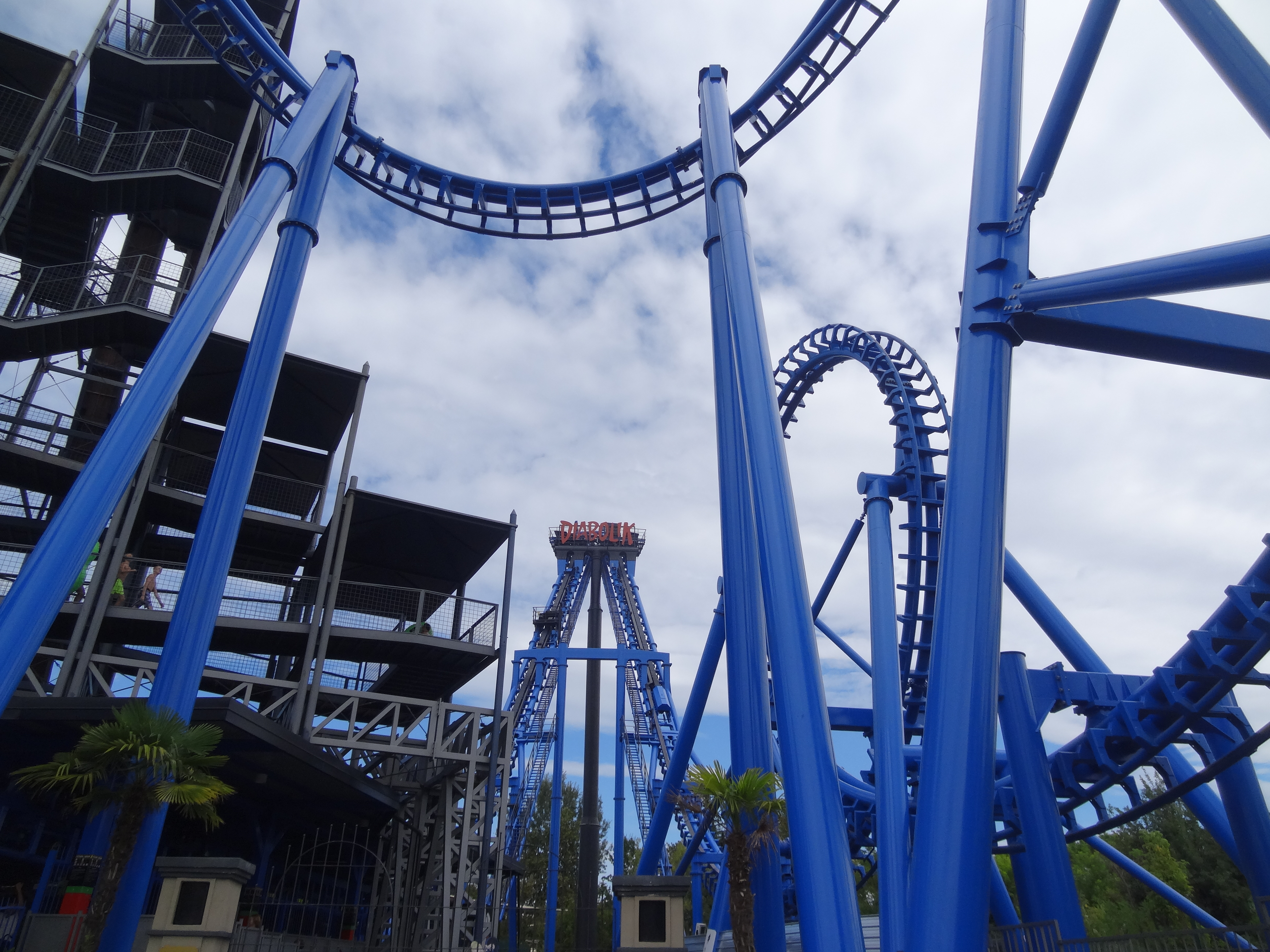
Американские горки

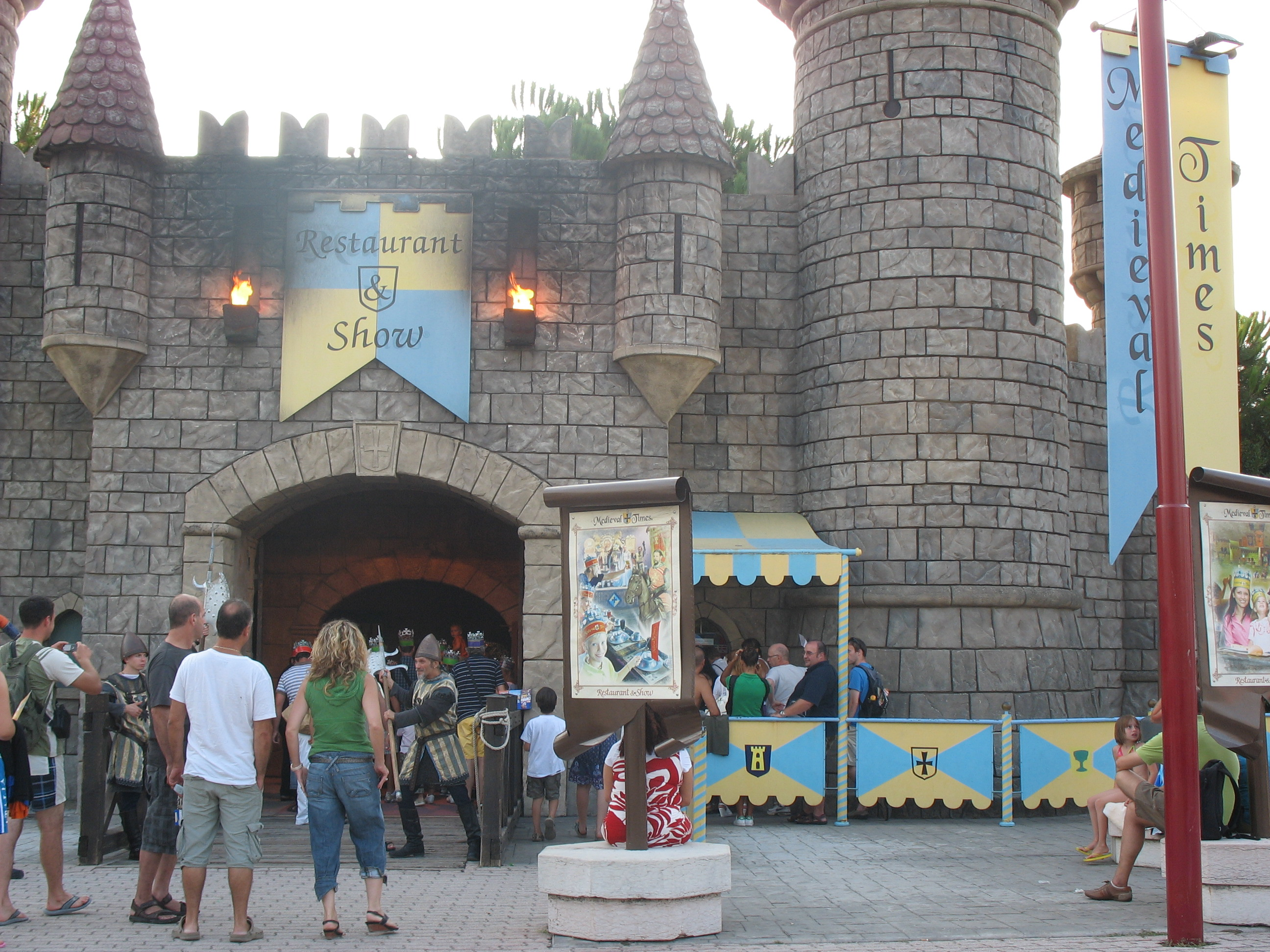
Зрители ждут перед замком — за полчаса до начала шоу Medieval Times

Movieland Studios — парк развлечений в составе комплекса Canevaworld. Находится на берегу озера Гарда к северу от городка Паченго. Формально входит в состав города Лацизе (округ Фоссалта), однако фактически удалён от территории города на несколько километров. В 3 км к югу находится другой известный парк развлечений, Гардаленд.
Можно приобрести комплексный билет на все парки комплекса Canevaworld. Билет включает многократное посещение в течение 2 суток парка Movieland, соседнего аквапарка Aquaparadise и однократное посещение шоу Medieval Times, которое представляет собой костюмированный рыцарский турнир с ужином в средневековом стиле.
Аттракционы и шоу парка (всего около 20) основаны на сюжетах известных фильмов: «Индиана Джонс», «U-571», «Терминатор», «Рэмбо», «Питер Пэн», «Полицейская академия» и «Иллюзионист».
Парк ориентирован на семейные посещения, в основном с детьми среднего и старшего школьного возраста; ряд аттракционов могут посещаться лишь в сопровождении родителей. В северо-восточной части парка расположены аттракционы, ориентированные на детей младшего возраста.